# جوليان جيمس
جوليان جيمس (بالإنجليزية: Julian James)‏ (22 مارس 1970 في المملكة المتحدة - ) هو لاعب كرة قدم بريطاني في مركز الدفاع. شارك مع منتخب إنجلترا تحت 21 سنة لكرة القدم. أما مع النوادي، فقد لعب مع بريستون نورث إيند ونادي لوتون تاون.

## وصلات خارجية
- جوليان جيمس على موقع قاعدة بيانات كرة القدم.إي يو (الإنجليزية)
- جوليان جيمس على موقع Soccerbase.com (لاعب) (الإنجليزية)